# Rudnik (Sułkowice)

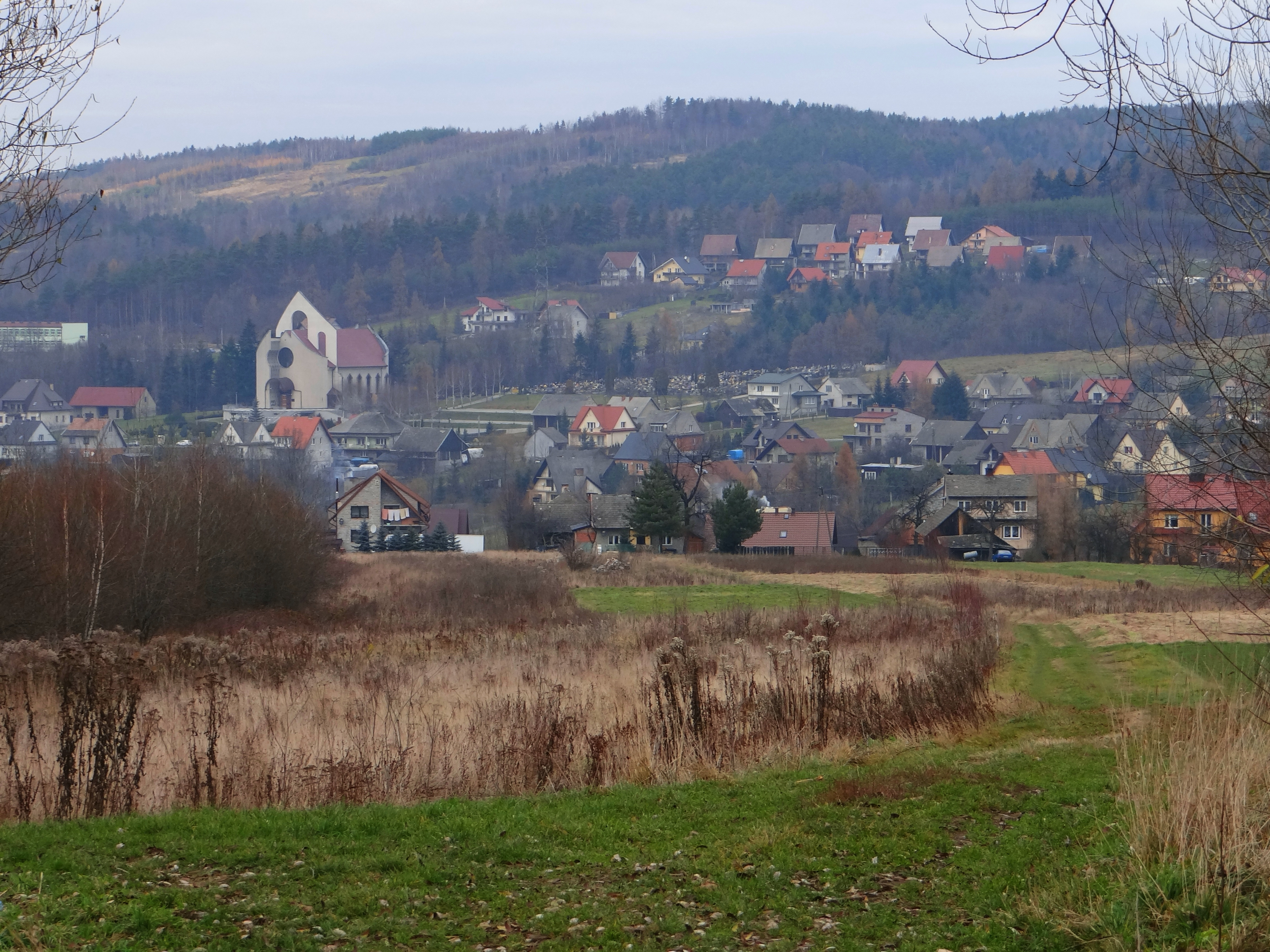
Blick auf dem Dorf und Hügel Bukowiec

Rudnik ist eine Ortschaft mit einem Schulzenamt der Gmina Sułkowice im Powiat Myślenicki der Woiwodschaft Kleinpolen in Polen.

## Geographie
Der Ort liegt im Salzburger Vorgebirge (Pogórze Wielickie) am Bach Piegżówka (auch Rudnik benannt) zwischen den Hügeln Barnasiówka (566 m, im Süden) und Bukowiec (455 m, im Norden), Sułkowice im Westen und Jawornik im Osten.

## Geschichte
Der Ort entstand etwa im 14. Jahrhundert und wurde im Jahre 1393 erstmals erwähnt, er hatte den sołtys (Schultheiß) Zbyszek. Seit 1394 gehörte er zur Starostei Lanckorona.
Bei der Ersten Teilung Polens kam Rudnik 1772 zum neuen Königreich Galizien und Lodomerien des habsburgischen Kaiserreichs (ab 1804).
1918, nach dem Ende des Ersten Weltkriegs und dem Zusammenbruch der k.u.k. Monarchie, kam Rudnik zu Polen. Unterbrochen wurde dies nur durch die Besetzung Polens durch die Wehrmacht im Zweiten Weltkrieg. Es gehörte dann zum Generalgouvernement.
Von 1975 bis 1998 gehörte Rudnik zur Woiwodschaft Krakau.

## Verkehr
Durch Rudnik verläuft die Woiwodschaftsstraße 955, die Sułkowice mit Myślenice verbindet.